# John Wingate Weeks

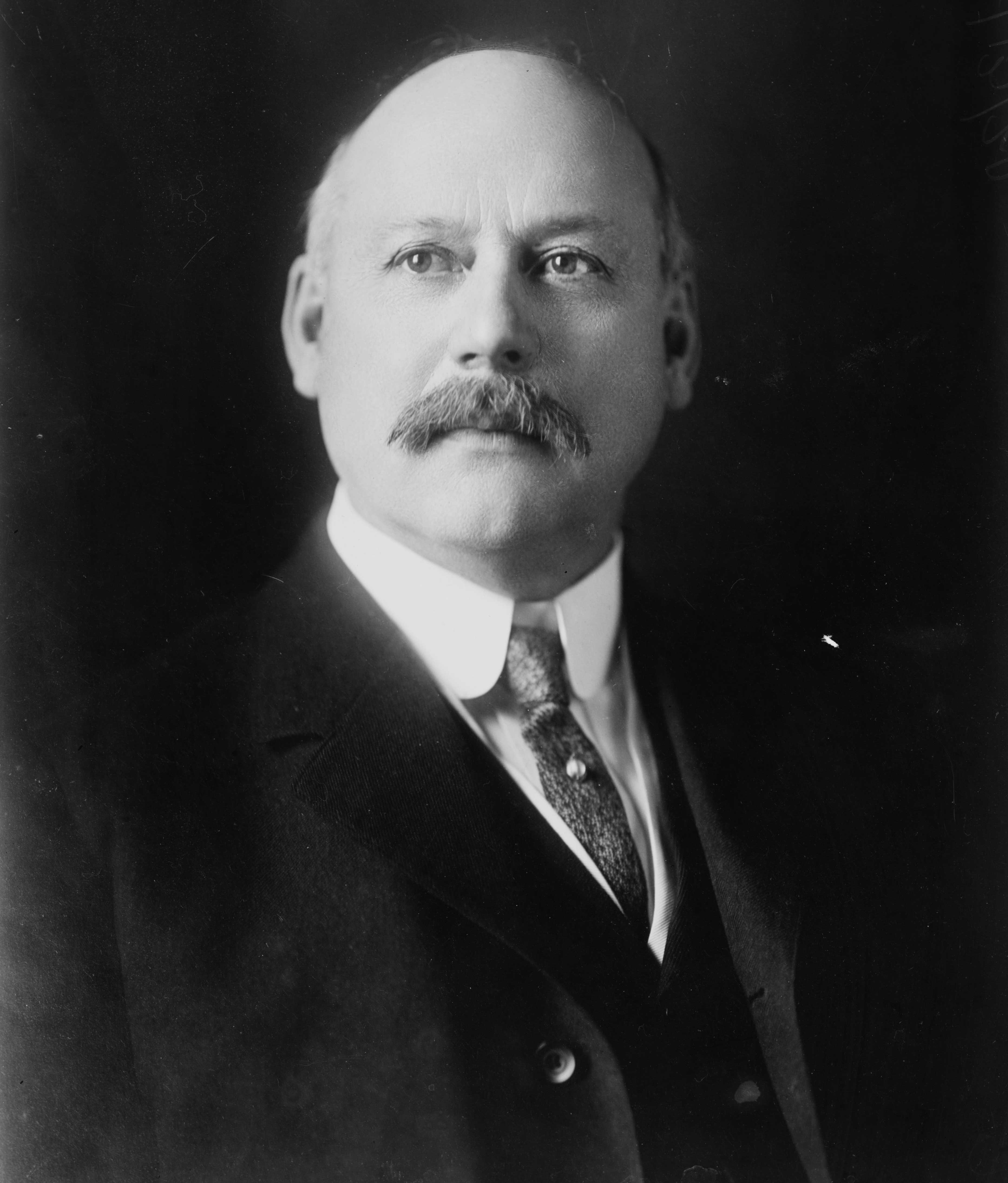
John Wingate Weeks

John Wingate Weeks (* 11. April 1860 in Lancaster, New Hampshire; † 12. Juli 1926 ebenda) war ein US-amerikanischer Politiker der Republikanischen Partei. Er vertrat den Bundesstaat Massachusetts zwischen 1905 und 1915 in beiden Kammern des Kongresses. Ferner war er der 48. Kriegsminister der Vereinigten Staaten zwischen 1921 und 1925.

## Leben
Weeks wuchs in Lancaster, New Hampshire, auf. Er erhielt eine Zulassung zur United States Naval Academy, promovierte 1881 und diente zwei Jahre lang in der US Navy. Während der 1890er Jahre machte Weeks durch Bankgeschäfte ein Vermögen, nachdem er das Bostoner Finanzunternehmen Hornblower and Weeks 1888 mitgegründet hatte. Durch sein finanzielles Wohlbefinden gestärkt, wurde Weeks in der Politik aktiv, erst auf der lokalen Ebene in seiner Heimat in Newton, er war zwischen 1899 und 1902 im Stadtrat und zwischen 1903 und 1904 Bürgermeister, danach auf nationaler Ebene.

## Politik

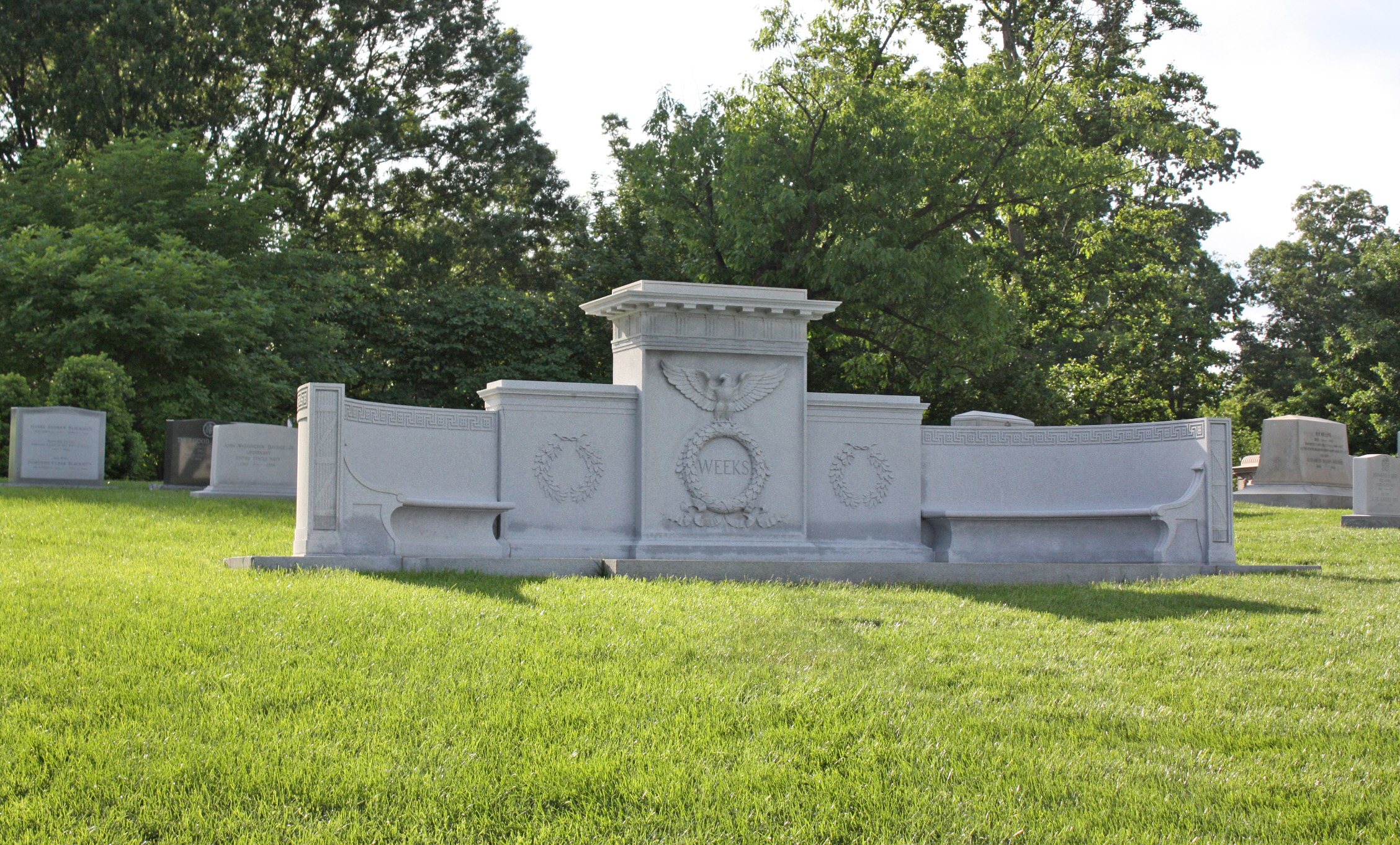
Weeks’ Grab auf dem Nationalfriedhof Arlington

Als Abgeordneter des Repräsentantenhauses (bis 1913) und danach als Senator wurde Weeks merklich meist für seine Beteiligung an Bankgeschäften und der Gesetzeserhaltung bekannt, einschließlich des Weeks Act von 1911, der die Grundlage für das United-States-National-Forest-System war. Trotz seiner Niederlage bei der Wiederwahl in den Senat 1918 blieb Weeks ein aktiver und einflussreicher Teilnehmer in der nationalen Republikanischen Partei. Er war ein früher Verfechter der Nominierung von Warren G. Harding für die Präsidentschaft 1920 und als Harding Präsident wurde, nahm er ihn in sein Kabinett. Als Kriegsminister war Weeks ein kompetenter, ehrlicher und respektierter Verwalter und Ratgeber, der das Kriegsministerium durch die Nachkriegszeit des Ersten Weltkriegs und seiner Dezimierung führte. Weeks harte Arbeit und Überstunden führten im April 1925 bei ihm zu einem Schicksalsschlag, durch den er sein Amt als Kriegsminister im Oktober desselben Jahres aufgeben musste. Weeks starb einige Monate später in seinem Sommerhaus in Mount Prospect in Lancaster, New Hampshire. Das Gebäude ist jetzt als Teil von Touren durch den Weeks State Park offen. Ein nahe gelegener Berg, Mount Weeks, wurde nach ihm benannt.
Weeks’ Sohn Sinclair Weeks war US-Handelsminister unter Präsident Dwight D. Eisenhower. Sein Vetter Edgar Weeks war ein Abgeordneter für Michigan im US-Repräsentantenhaus. Sein Großonkel, auch John Wingate Weeks (1781–1853) genannt, war ein Major in der US Army während des Kriegs von 1812 und ein Abgeordneter für New Hampshire im Repräsentantenhaus.